# Campionati del mondo di ciclismo su pista 2019 - Omnium maschile
La gara di omnium maschile ai Campionati del mondo di ciclismo su pista 2019 si è svolta il 2 marzo 2019.

## Podio
| Pos.    | Atleta           | Nazionalità   |
| ------- | ---------------- | ------------- |
| Oro     | Campbell Stewart | Nuova Zelanda |
| Argento | Benjamin Thomas  | Francia       |
| Bronzo  | Ethan Hayter     | Gran Bretagna |

## Risultati

### Scratch
Prima di 4 prove
| Posizione | Atleta               | Nazione       | Giri persi | Punti prova |
| --------- | -------------------- | ------------- | ---------- | ----------- |
| 1         | Albert Torres        | Spagna        |            | 40          |
| 2         | Sam Welsford         | Australia     | −1         | 38          |
| 3         | Campbell Stewart     | Nuova Zelanda | −1         | 36          |
| 4         | Ethan Hayter         | Gran Bretagna | −1         | 34          |
| 5         | Simone Consonni      | Italia        | −1         | 32          |
| 6         | Jan-Willem van Schip | Paesi Bassi   | −1         | 30          |
| 7         | Eiya Hashimoto       | Giappone      | −1         | 28          |
| 8         | Lindsay De Vylder    | Belgio        | −1         | 26          |
| 9         | Raman Tsishkou       | Bielorussia   | −1         | 24          |
| 10        | Daniel Holloway      | Stati Uniti   | −1         | 22          |
| 11        | Christos Volikakis   | Grecia        | −1         | 20          |
| 12        | Niklas Larsen        | Danimarca     | −1         | 18          |
| 13        | Szymon Sajnok        | Polonia       | −1         | 16          |
| 14        | Ignacio Prado        | Messico       | −1         | 14          |
| 15        | Claudio Imhof        | Svizzera      | −1         | 12          |
| 16        | Ángel Pulgar         | Venezuela     | −1         | 10          |
| 17        | Derek Gee            | Canada        | −1         | 8           |
| 18        | João Matias          | Portogallo    | −1         | 6           |
| 19        | Tomas Contte         | Argentina     | −1         | 4           |
| 20        | Artyom Zakharov      | Kazakistan    | −1         | 2           |
| 21        | Moritz Malcharek     | Germania      | −1         | 1           |
| 22        | Krisztián Lovassy    | Ungheria      | −1         | 1           |
| 23        | Benjamin Thomas      | Francia       | −1         | 1           |
| 24        | Leung Ka Yu          | Hong Kong     | −1         | 1           |

### Tempo race
Seconda di 4 prove
| Posizione | Atleta               | Nazione       | Punti giro | Punti totali | Punti prova |
| --------- | -------------------- | ------------- | ---------- | ------------ | ----------- |
| 1         | Ethan Hayter         | Gran Bretagna | 20         | 25           | 40          |
| 2         | Eiya Hashimoto       | Giappone      | 20         | 22           | 38          |
| 3         | Benjamin Thomas      | Francia       | 0          | 15           | 36          |
| 4         | Campbell Stewart     | Nuova Zelanda | 0          | 4            | 34          |
| 5         | Moritz Malcharek     | Germania      | 0          | 3            | 32          |
| 6         | Christos Volikakis   | Grecia        | 0          | 2            | 30          |
| 7         | Jan-Willem van Schip | Paesi Bassi   | 0          | 2            | 28          |
| 8         | Albert Torres        | Spagna        | 0          | 1            | 26          |
| 9         | Simone Consonni      | Italia        | 0          | 1            | 24          |
| 10        | Derek Gee            | Canada        | 0          | 0            | 22          |
| 11        | Sam Welsford         | Australia     | 0          | 0            | 20          |
| 12        | Raman Tsishkou       | Bielorussia   | 0          | 0            | 18          |
| 13        | Niklas Larsen        | Danimarca     | 0          | 0            | 16          |
| 14        | Lindsay De Vylder    | Belgio        | 0          | 0            | 14          |
| 15        | Daniel Holloway      | Stati Uniti   | 0          | 0            | 12          |
| 16        | Claudio Imhof        | Svizzera      | 0          | 0            | 10          |
| 17        | Tomas Contte         | Argentina     | 0          | 0            | 8           |
| 18        | Leung Ka Yu          | Hong Kong     | 0          | 0            | 6           |
| 19        | Szymon Sajnok        | Polonia       | 0          | 0            | 4           |
| 20        | João Matias          | Portogallo    | 0          | 0            | 2           |
| 21        | Ignacio Prado        | Messico       | 0          | 0            | 1           |
| 22        | Krisztián Lovassy    | Ungheria      | 0          | 0            | 1           |
| 23        | Artyom Zakharov      | Kazakistan    | 0          | 0            | 1           |
| 24        | Ángel Pulgar         | Venezuela     | −40        | −40          | 1           |

### Gara ad eliminazione
Terza di 4 prove
| Posizione | Atleta               | Nazione       | Punti prova |
| --------- | -------------------- | ------------- | ----------- |
| 1         | Benjamin Thomas      | Francia       | 40          |
| 2         | Jan-Willem van Schip | Paesi Bassi   | 38          |
| 3         | Claudio Imhof        | Svizzera      | 36          |
| 4         | Albert Torres        | Spagna        | 34          |
| 5         | Campbell Stewart     | Nuova Zelanda | 32          |
| 6         | Daniel Holloway      | Stati Uniti   | 30          |
| 7         | Ethan Hayter         | Gran Bretagna | 28          |
| 8         | Simone Consonni      | Italia        | 26          |
| 9         | Christos Volikakis   | Grecia        | 24          |
| 10        | Raman Tsishkou       | Bielorussia   | 22          |
| 11        | Eiya Hashimoto       | Giappone      | 20          |
| 12        | Moritz Malcharek     | Germania      | 18          |
| 13        | João Matias          | Portogallo    | 16          |
| 14        | Artyom Zakharov      | Kazakistan    | 14          |
| 15        | Sam Welsford         | Australia     | 12          |
| 16        | Szymon Sajnok        | Polonia       | 10          |
| 17        | Niklas Larsen        | Danimarca     | 8           |
| 18        | Ignacio Prado        | Messico       | 6           |
| 19        | Tomas Contte         | Argentina     | 4           |
| 20        | Derek Gee            | Canada        | 2           |
| 21        | Ángel Pulgar         | Venezuela     | 1           |
| 22        | Krisztián Lovassy    | Ungheria      | 1           |
| 23        | Leung Ka Yu          | Hong Kong     | 1           |
| 24        | Lindsay De Vylder    | Belgio        | 1           |

### Gara a punti e classifica finale
Quarta di 4 prove.
In questa gara i ciclisti sommano ai punti guadagnati durante la prova, tutti i punti conquistati in precedenza
| Posizione | Atleta               | Nazione       | Punti giro | Punti sprint | Classifica finale |
| --------- | -------------------- | ------------- | ---------- | ------------ | ----------------- |
| 1         | Campbell Stewart     | Nuova Zelanda | 20         | 15           | 137               |
| 2         | Benjamin Thomas      | Francia       | 20         | 22           | 119               |
| 3         | Ethan Hayter         | Gran Bretagna | 0          | 16           | 118               |
| 4         | Simone Consonni      | Italia        | 20         | 16           | 114               |
| 5         | Jan-Willem van Schip | Paesi Bassi   | 0          | 8            | 104               |
| 6         | Albert Torres        | Spagna        | 0          | 1            | 101               |
| 7         | Eiya Hashimoto       | Giappone      | 0          | 5            | 91                |
| 8         | Niklas Larsen        | Danimarca     | 40         | 5            | 87                |
| 9         | Raman Tsishkou       | Bielorussia   | 20         | 2            | 86                |
| 10        | Claudio Imhof        | Svizzera      | 20         | 5            | 83                |
| 11        | Christos Volikakis   | Grecia        | 0          | 5            | 79                |
| 12        | Sam Welsford         | Australia     | 0          | 5            | 75                |
| 13        | Daniel Holloway      | Stati Uniti   | 0          | 0            | 64                |
| 14        | Lindsay De Vylder    | Belgio        | 20         | 1            | 62                |
| 15        | Derek Gee            | Canada        | 20         | 7            | 59                |
| 16        | Moritz Malcharek     | Germania      | 0          | 3            | 54                |
| 17        | João Matias          | Portogallo    | 20         | 1            | 45                |
| 18        | Szymon Sajnok        | Polonia       | 0          | 6            | 36                |
| 19        | Ignacio Prado        | Messico       | 0          | 0            | 21                |
| 20        | Artyom Zakharov      | Kazakistan    | 0          | 2            | 19                |
| 21        | Tomas Contte         | Argentina     | 0          | 0            | 16                |
| 22        | Leung Ka Yu          | Hong Kong     | 0          | 0            | 8                 |
| 23        | Krisztián Lovassy    | Ungheria      | 0          | 0            | 3                 |
| 24        | Ángel Pulgar         | Venezuela     | −40        | 0            | −28               |